# Frederick Roberts, 1. jarl Roberts
Frederick Sleigh Roberts, (30. september 1832 – 14. november 1914) var en af de mest berømte, britiske generaler i den victorianske periode. Han indledte sin militære karriere som kadet i 1851 og udmærkede sig i den anden boerkrig 1899-1902.
Da det var ved at gå galt for briterne i Boerkrigen, blev overkommandoen givet til lord Roberts, "Bobs", Storbritanniens største militære geni. Han havde nylig taget sin afsked og havde ydermere haft den sorg at miste sin eneste søn i kampen ved Colenso, men han modtog alligevel hvervet og løste sin opgave, så krigen blev vundet for briterne.